# Esmeralda, la zíngara
Esmeralda, la zíngara (en los Estados Unidos, The Hunchback of Notre Dame) es una película de drama histórico dirigido por William Dieterle y estrenada en 1939. Protagonizada por Charles Laughton y Maureen O’Hara, quiénes interpretan a Quasimodo y  Esmeralda, respectivamente. La película es una adaptación de la obra de Victor Hugo El Jorobado de Notre Dame. En la película se plasma la sociedad francesa del siglo XV, en la que Quasimodo es un joven jorobado deforme que toca las campanas de la catedral de Notre Dame. Esmeralda es una gitana que, en representación de su pueblo, quiere reivindicar los derechos de su etnia ante el rey. Ambos marginados se conocen y Quasimodo queda embelesado por su belleza.

## Argumento
Ambientada en el París de finales del siglo XV durante el reinado de Luis XI, donde conviven los gitanos y mendigos, con el resto de parisinos, y a quienes el malvado juez Claude Frollo, quiere eliminar. Quasimodo, el joven deforme y jorobado que toca las campanas en la catedral de Notre Dame conocerá a Esmeralda una joven gitana que lucha por los derechos de su pueblo. El muchacho jorobado se enamorará de la joven bailarina quienes forjarán una gran amistad. Basada en la conocida novela 'El jorobado de Notre Dame' del escritor Victor Hugo.

## Reparto
- Charles Laughton como Quasimodo
- Maureen O'Hara como Esmeralda
- Edmond O'brien como Gringoire
- Thomas Mitchell como Clopín
- Cedric Hardwicke como el juez Claude Frollo
- Walter Hampden como el archidiácono
- George Zucco como procurador
- Harry Davenport como el rey Luis XI
- George Tobias como Beggar
- Fritz Leiber como un viejo noble
- Alan Marshal como el capitán Febo
- Katharine Alexander como la madre de Lys
- Ettiene Girardot como doctor Flor-de-Lis de Gondelaurier
- Sig Arno como Tailor
- Minna Gombell como la reina de los mendigos
- Arthur Hohl como Oliver
- Curt Bois como estudiante
- Rod LaRocque como Phillippe.[4]

## Producción
Guion
La historia está basada en el libro de Victor Hugo. En la adaptación a guion estuvieron Sonya Levien y Bruno Frank.
Diseño de producción
Van Nest Polglase
Productor
Pandro S. Berman
Edición
Robert Wise y William Hamilton
Diseño de vestuario
Walter Plunkett
Música
Alfred Newman

## Doblaje
| Actor original   | Actor de doblaje    | Personaje               |
| ---------------- | ------------------- | ----------------------- |
| Charles Laughton | Víctor Ramírez      | Quasimodo               |
| Cedric Hardwicke | Francisco Arenzana  | Frollo                  |
| Thomas Mitchell  | Vicente Bañó        | Clopín                  |
| Maureen O'Hara   | María del Puy       | Esmeralda               |
| Edmont O'Brien   | Antolín García      | Gringoire               |
| Alan Marshal     | Rafael de Penagos   | Febo                    |
| Walter Hampden   | Manuel Torremocha   | Archidiácono            |
| Harry Davenport  | José María Caffarel | Rey Luis XI             |
| Charles Halton   | Joaquín Escola      | Sr. Fisher, el impresor |
| George Zucco     | Pedro Sempson       | Procurador              |
| Angela Malmos    | Mari Pe Castro      | Elena                   |
| Gisela Werbisek  | Ana Díaz Plana      | Abuela de Elena         |
| Otto Hoffman     | Teófilo Martínez    | Juez en prisión         |
| Minna Gombell    | Ana Díaz Plana      | Reina de los bandidos   |
| --               | Fernando Mateo      | Soldado                 |
| --               | Celia Honrubia      | Mujer del pueblo        |
| --               | Rafael de Penagos   | Consejero del Rey       |
| --               | Rafael de Penagos   | Proclamador             |
| --               | Manuel Peiro        | Cura                    |
| --               | Manuel Aguilera     | Voces adicionales       |

## Crítica
En palabras de Enrique San Miguel Pérez, catedrático de Historia del Derecho y de las Instituciones, tras la realización muda de Wallace Worsley con Lon Chaney como protagonista en 1923, y antes de la obra dirigida en 1956 por Jean Delannoy, con Anthony Quinn y Gina Lollobrigida en los papeles estelares, Víctor Hugo rescató de la leyenda la historia del campanero de Notre Dame, Quasimodo, en la Francia de 1482. La producción presentó a unos jóvenes, casi debutante Maureen O'Hara y Edmond O'Brien, como futuras estrellas. Y, en el caso de Esmeralda, no se equivocaba. Pero, además, un tremendo reparto en el que brillaban algunos de los grandes "secundarios" del cine clásico, especialmente nombres como Thomas Mitchell, o Cedric Hardwicke, y la dirección de William Dieterle, instalado ya en Estados Unidos, disfrutando de todo el apoyo del RKO, completan una obra extraordinaria. 
La traducción española para Enrique San Miguel Pérez fue perfectamente desatenta con el título original del escrito del Franco Condado y, por consiguiente, con la propia película, no evita que el genio de Charles Laughton prevalezca sobre toda la historia, con momentos tan sublimes como el explicar que "no soy un hombre, no soy una bestia, soy tan deforme como el hombre sobre la luna". Y el final, cuando una Esmeralda libre se une al capitán Phoebus en su futura felicidad, y Quasimodo, junto a una de las gigantescas gárgolas de la catedrial de Nuestra Señora, se pregunta por qué no fue hecho de piedra como ella, mientras la maravillosa banda sonora de Alfred Newman se eleva, es probablemente uno de los grandes finales de la historia del cine.

## Censura de la obra
La producción estadounidense, según el informe de la Comisión Nacional de Cinematografía del 21.IV.1944 (exp. 4872), recoge testimonios reveladores del Vocal de Educación Nacional, que mantenía hasta el 29 de noviembre de 1943, que, la obra de Esmeralda la Zíngara, al igual que la película de Nuestra señora de París, ambas referencias cruzadas, confirman la existencia de un primer dictamen negativo por parte de la Comisión sobre la película Nuestra Señora de París. Debido a las prohibiciones, se hizo una serie de modificaciones siguiendo el Informe y correcciones redactado por el Padre Andrés María Mateo. Aplicando la Censura Eclesiástica, se pretendía eliminar cualquier referencia a Victor Hugo. Además de la figura de Victor Hugo, otros reparos de índole morar eran "la tónica de crueldad y hasta ferocidad truculenta desarrollada en la película", la figura del Arzobispo que, sin motivo aparente "transige o no se opone enérgicamente al ajusticiamiento de un inocente" y "la actitud revolucionaria de Gringore apoyándose en la imprenta como medio subversivo de sedición de masas". 
El primer problema se podía haber solucionado cambiando el título de Nuestra Señora de París, por cualquier otro como "Esmeralda", sin citar la novela. La justificación del Padre Mateo en el Informe es la "inclusión en el Índice de la obra de Víctor Hugo no supone para nada prohibivión de una película que se base sobre ella, se ve que la película tiene escasa relación con el tono de la novela, que es profundamente anticlerical, licenciosa y vejatoria del sentido de la autoridad eclesiástica como civil. Allí es un sacerdote el protagonista y el criminal. En el film no hay nada de eso". Además de esto, se pidió endulzar ciertas escenas, diversas modificaciones de diálogo para proteger del anticlericalismo, crueldad o amoralidad verbal manifiesta. En las correcciones de la cinta, se abrevió la escena de flagelación de Quasimodo, la supresión de dos personas que se dan un beso, el apuñalamiento de un mendigo que se niega a pagar la contribución,  el ensañamiento de la muchedumbre sobre Quasimodo, el regocijo de Quasimodo bailando sobre el antepecho de la torre, el primer plano de un Cristo de piedra y un Sagrado Corazón cuya aparición después del castigo de Froilo pudiera ser interpretada en tono irreverente. Las correcciones al diálogo ocupan las cuatro últimas páginas (4-7) del Informe eclesiástico, siendo las más importantes las de orden moral.
Los cambios hechos en la película fueron el resultado de los criterios utilizados por la censura eclesiástica de la España de los cuarenta, parecían poder garantizar el visto bueno de la Comisión Nacional. Sin embargo, cuando se presentó la película reformada con el título Esmeralda la Zíngara, la Comisión acordó en el informe del 21/IV/1944 prohibir su proyección en toda España. Del total de cuatro Vocales presentes en la sesión ordinaria, tanto el vocal representante del Ministerio de Educación Nacional como el Vocal representante de la Vicesecretaría de Educación Popular se mostraron a favor de la autorización del estreno, mientras que los decisivos votos a favor de la prohibición corrieron a cargo del Vocal Militar y del Vocal representante de la Jerarquía Eclesiástica. Esta circunstancia, agravada por la imposibilidad de que la sesión fuera celebrada “en ausencia del Vocal representante de la Autoridad Eclesiástica o su suplente”, confirma que tanto la Iglesia como el Ejército, además de ejercer el control sobre el ámbito sociopolítico del Nuevo Estado dictatorial, se manifestaban también como los principales elementos activos constitutivos del complejo engranaje censorio.

## Lanzamiento
Calificación por edades
(calificación recibida en diferentes países de cara a su estreno).
Duración
1 hora 56 minutos.
Estreno
En Estados Unidos en 1939 y en España el 30 de noviembre de 1944.

## Premios
En los premios Oscar, fue candidata en dos categorías:
- Mejor Banda Sonora Original (1939)
- Mejor Sonido (1939)[12]